# Odontochilus asraoa
Odontochilus asraoa är en orkidéart som först beskrevs av J. Joseph och N.R. Abbareddy, och fick sitt nu gällande namn av Paul Ormerod. Odontochilus asraoa ingår i släktet Odontochilus och familjen orkidéer. Inga underarter finns listade i Catalogue of Life.